# Volta ao Algarve de 1997
A 23.ª edição da Volta ao Algarve teve lugar de 15 de abril a 20 de abril de 1997. Espectacular: Cândido Barbosa ganha todas as etapas (6 ao total) bem como a classificação geral por pontos.

## Generalidades
- A velocidade média desta volta é de ? km h.

## As etapas
| Etapa      | Localidades | km | Vencedor        | Segundo               | Terceiro      | Duração         | Velocidade média | Líder da geral  |
| 1. ª etapa | -           |    | Cândido Barbosa |                       |               | X h XX min XX S | XX,XXX km h      | Cândido Barbosa |
| 2. ª etapa | -           |    | Cândido Barbosa | Nuno Marta            | Pedro Silva   | X h XX min XX S | XX,XXX km h      | Cândido Barbosa |
| 3. ª etapa | -           |    | Cândido Barbosa |                       |               | X h XX min XX S | XX,XXX km h      | Cândido Barbosa |
| 4. ª etapa | -           |    | Cândido Barbosa | Cássio Freitas Brasil |               | X h XX min XX S | XX,XXX km h      | Cândido Barbosa |
| 5. ª etapa | -           |    | Cândido Barbosa | Alberto Amaral        | Luís Sarreira | X h XX min XX S | XX,XXX km h      | Cândido Barbosa |
| 6. ª etapa | -           |    | Cândido Barbosa |                       |               | X h XX min XX S | XX,XXX km h      | Cândido Barbosa |

## Classificação geral
| \| 1. Cândido Barbosa \| xx h xx min xx s \| \| \| \| 2. Cássio Freitas Brasil \| a x min xx s \| \| \| \| 3. Luís Miguel Sarreira \| a x min xx s \| \| \| \| 4. Alberto Amaral \| a x min xx s \| \| \| \| 5. Joaquim Gomes \| a x min xx s \| \| \| \| 6. Rui Lavarinhas \| a x min xx s \| \| \| \| 7. José Azevedo \| a x min xx s \| \| \| \| 8. Gonçalo Amorim \| a x min xx s \| \| \| \| 9. Juan Arenas Espanha \| a x min xx s \| \| \| \| 10. João Santos \| a x min xx s \| \| \| |                  |  |  |
| 1. Cândido Barbosa | xx h xx min xx s |  |  |
| 2. Cássio Freitas Brasil | a x min xx s     |  |  |
| 3. Luís Miguel Sarreira | a x min xx s     |  |  |
| 4. Alberto Amaral | a x min xx s     |  |  |
| 5. Joaquim Gomes | a x min xx s     |  |  |
| 6. Rui Lavarinhas | a x min xx s     |  |  |
| 7. José Azevedo | a x min xx s     |  |  |
| 8. Gonçalo Amorim | a x min xx s     |  |  |
| 9. Juan Arenas Espanha | a x min xx s     |  |  |
| 10. João Santos | a x min xx s     |  |  |

## Classificações Secundárias
| Classificação por pontos          | Cândido Barbosa |
| Classificação do melhor escalador | Gonçalo Amorim  |
| Classificação da melhor equipa    | Troiamarisco    |

## Lista das equipas
| Troiamarisco-Grupo Costa Apaciento-CPP | Maia-CIN                    | Recer/Boavista  |
|                                        |                             |                 |
| Fimafra-Frutas AB                      | LA Alumínios-Pecol-Malveira | Progecer-Tavira |
|                                        |                             |                 |
|                                        |                             |                 |